# Private Laughter
「Private Laughter」（プライヴェイト ラフター）は、BONNIE PINKの17枚目のシングル。2004年1月21日発売。発売元はワーナーミュージック・ジャパン。CDコードはWPCL-10066。

## 解説
- 前作から1年ぶりとなるシングル。前作に続いてトーレ・ヨハンソンとタッグを組んでのプロデュース。「Private Laughter」は恋人同士の親しみの中で得られる秘密の微笑みが恋しいという意味。
- PVにはBONNIE PINK本人と尚玄が出演している。

## 収録曲
1. Private Laughter （3:02）
（作詞・作曲：BONNIE PINK）
2. 1・2・3 （4:16）
（作詞・作曲：BONNIE PINK）
NHK-FM『ミュージックスクエア』に出演時の発言で、結婚する兄弟のために書いた曲であることが明かされている。
3. Maze of Love (GULA SESSION) （4:26）
（作詞・作曲：BONNIE PINK）
1stアルバム『Blue Jam』収録曲を大幅にリメイク。ヴォーカルも録り直しており、原曲よりはテンポが緩やかで、原曲のロック調とは大きく違い、ピアノと弦楽器を基調としたサウンドに仕上がっている。
4. Private Laughter (Instrumental)
（作曲：BONNIE PINK）

## 収録アルバム
- 『Even So』（1.,2.）
- 『Every Single Day -Complete BONNIE PINK（1995-2006）-』（1.）
- アルバム未収録（3.-オリジナル･ヴァージョンは『Blue Jam』収録）